# Ndèye Fatou Kane
Ndèye Fatou Kane, née le 23 novembre 1986 à Dakar, est une romancière et féministe sénégalaise.

## Biographie
Née à Dakar le 23 novembre 1986, Ndèye Fatou Kane est la petite-fille de Cheikh Hamidou Kane. Elle fait des études supérieures en transports et logistique internationale.
Elle sort son premier roman, Le Malheur de vivre, en 2014, préfacé par son grand-père. C’est un récit de Sénégalais vivant entre la France et le Sénégal, entre la vie urbaine et les valeurs pulaar, et le récit d’un amour tragique.
En 2016, elle participe à un recueil de nouvelles intitulé Franklin l’insoumis et consacré à Franklin Boukaka, un recueil réunissant quatorze nouvelles écrites par quatorze auteurs différents. Et en 2018, elle publie un essai intitulé 
Vous avez dit féministe ?, analysant le mouvement féministe au sein du continent africain,,,. Elle est également très active sur les réseaux sociaux sur ce thème des femmes africaines, s’inspirant notamment de ses compatriotes Awa Thiam et Mariama Bâ. Elle se voit décerner, toujours en 2018, le Prix Jeunesse des moins de 35 ans qui font bouger l’espace francophone .
En octobre 2021, son père meurt. Elle écrit un ouvrage qui lui est dédié, publié en 2022 : Au nom d'un père. Hommage à Mamadou Tidiane Kane.